# 李俭 (襄武郡公)
李俭（?—?），唐朝宗室，唐高祖李渊七叔蔡王李蔚的曾孙，西平王李安的孙子，襄武郡王李琛的儿子。
李琛在唐高祖时担任刑部侍郎、隰州总管。武德三年（620年），李琛薨逝。李俭嗣襄武郡王，唐太宗即位后，随例降爵为襄武郡公，官至右卫率府中郎将。

## 后裔
- 李温慎，字居士，银青光禄大夫、光禄卿[3]
  - 李质，金紫光禄大夫、太仆卿
    - 李全]
    - 李惟，金吾将军
      - 李琄，杂端事
        - 李氏，虔州刺史源敭翰外甥女，嫁王浦，生王公瑜[4]

    - 李维，洺州司士参军，赠陈州刺史
      - 李逷，大理寺丞
        - 李氏，嫁崔亮，生崔震[5]
- 李某
  - 裔孫：李居士，太常卿[6]
- 李某
  - 李某
    - 李捷
      - 李岱，郓州录事参军
        - 李昭明，润州丹徒县主簿
          - 李练，检校屯田员外郎、京兆府昭应县令
            - 李环，嫁承议郎、行河南府河南县主簿裴賨[7]